# Șerban Ciochină
Șerban Ciochină, född 30 november 1939 i Bukarest, död i april 2023, var en rumänsk trestegshoppare. Han kom på femte plats i Olympiska sommarspelen 1964 och vann mellan 1963 och 1968 de rumänska trestegsmästerskapen. Han vann även inomhus-EM i Dortmund 1966.